# Gare de Jarnac-Charente
Gare de Jarnac-Charente vasútállomás Franciaországban, Jarnac településen.

## Vasútvonalak
Az állomást az alábbi vasútvonalak érintik:
- Beillant-Angoulême-vasútvonal

## Kapcsolódó állomások
A vasútállomáshoz az alábbi állomások vannak a legközelebb:
- Gare de Cognac
- Gare de Châteauneuf-sur-Charente